# 6274 Taizaburo
A 6274 Taizaburo (ideiglenes jelöléssel 1992 FV) a Naprendszer kisbolygóövében található aszteroida. Endate, K. és Vatanabe Kazuró fedezte fel 1992. március 23-án.